# アンリケリス・バリオス
アンリケリス・バリオス（Anriquelis Barrios 1993年8月20日- ）はベネズエラ出身の柔道選手。階級は63kg級。

## 経歴
2013年の世界ジュニア57㎏級で5位だったが、2014年のボリバリアンゲームズ で3位となった。2018年の中央アメリカ・カリブ海競技大会で優勝した。2019年にはIOCオリンピックソリダリティの奨学生で来日して1年間トレーニングを積むことになった。パンアメリカン競技大会では2位だった。2020年のグランドスラム・ブダペストでも2位となった。2021年にはグランドスラム・タシケントで3位、グランドスラム・アンタルヤで2位になった。世界選手権では2回戦で第2シードの鍋倉那美に反則勝ちするも、準決勝でスロベニアのアンドレヤ・レシキに技ありで敗れるなどして5位だった。7月に日本武道館で開催された東京オリンピックでは準々決勝でスロベニアのティナ・トルステニャクに敗れるなどして5位にとどまった。

## 主な戦績
- 2013年 - 世界ジュニア　5位(57㎏級)
- 2014年 - ボリバリアンゲームズ 　3位(57㎏級)
- 2017年 - パンナム選手権　3位
- 2017年 - グランプリ・カンクン　3位
- 2018年 - パンナム選手権　3位
- 2018年 - 中央アメリカ・カリブ海競技大会　優勝
- 2019年 - パンアメリカン競技大会　2位
- 2019年 - グランプリ・タシュケント　2位
- 2020年 - グランドスラム・ブダペスト　2位
- 2021年 - グランドスラム・タシケント　3位
- 2021年 - グランドスラム・アンタルヤ　2位
- 2021年 - 世界選手権　5位
- 2021年 - 東京オリンピック　5位
- 2021年 -　グランドスラム・バクー　3位
- 2022年 -　グランドスラム・ブダペスト　3位
- 2022年 -　グランプリ・ザグレブ 2位

(出典、JudoInside.com)